# Simone Stelzer
Simone Stelzer (née le 1er octobre 1969 à Vienne) est une chanteuse et actrice autrichienne.

## Biographie
Après sa naissance à Vienne, elle grandit à Herzogenburg. Elle obtient sa maturité au HTL (de) de Krems an der Donau.
Elle commence sa carrière comme chanteuse dans le groupe "Peter Pan" fondé par Peter Pansky en 1984 dont le single A Night in Hippodrome atteint le classement Ö3.
Simone Stelzer représente l'Autriche au Concours Eurovision de la chanson 1990 avec le titre Keine Mauern mehr et finit à la dixième place. Cela lance sa carrière de chanteuse et d'actrice. Au début faisant dans le rock allemand, elle adopte ensuite les modes de la dance et du schlager moderne.
Entre 1992 et 1998, elle joue dans la série Tohuwabohu (de).
En 2006, elle participe à la seconde édition autrichienne de Danse avec les stars et finit à la cinquième place. L'année suivante, elle fait partie du jury avec Anton Polster et Gregor Bloéb (de) de l'émission It´s Showtime sur ATV (de). Son duo avec Bernhard Brink, Alles durch die Liebe, reprise de Way back into love, sert de bande originale autrichienne au film Le Come-Back. Elle participe au concours de sélection nationale pour le Concours Eurovision de la danse 2008 mais échoue. Elle quitte Universal pour signer avec Jack White (de).
En octobre 2009, elle épouse Alexander Kreissl, qui fut son partenaire à Dancing Stars et est le fils de l'auteur-compositrice schlager Hanneliese Kreißl-Wurth (de).

## Discographie

### Albums
- 10/1990 Feuer Im Vulkan
- 06/1994 Gute Reise, bon voyage ...
- 01/1996 Ich liebe Dich
- 09/1998 Aus Liebe
- 10/1999 Träume
- 07/2001 Solang wir lieben
- 10/2001 Made in Austria
- 06/2003 Ganz nah
- 09/2005 Schwerelos
- 04/2006 Das Beste und mehr
- 04/2009 Morgenrot
- 04/2009 Meine Größten Erfolge & Schönsten Balladen
- 05/2009 Best of Simone
- 11/2010 Mondblind
- 07/2012 Pur
- 06/2013 Das kleine große Leben (Duo avec Charly Brunner (de))
- 11/2015 Alles geht! (Duo avec Charly Brunner (de))
- 11/2015 25 Jahre - die ultimative best of

### Singles
- 05/1988 Lucky Star
- 03/1990 Keine Mauern mehr
- 02/1991 Zeit für Zärtlichkeit
- 06/1991 Träume
- 05/1994 Wahre Liebe
- 11/1994 Josie
- 10/1995 Heute Nacht
- 01/1996 Ladadidada (Worte der Liebe)
- 11/1996 Wahre Liebe wartet
- 06/1998 Ich lieb dich oder nicht
- 09/1998 Nimm mich einfach in den Arm (so wie früher)
- 01/1999 Denn es war ihr Lachen (Sayonara)
- 08/1999 Verlier mein Herz nicht, wenn du gehst
- 01/2000 Es ist einfach fortzugehn
- 07/2000 Ich muss dich wiedersehn
- 11/2000 Das war gut
- 07/2001 Solang wir lieben
- 01/2002 Je t'aime mon cœur
- 10/2002 Der Himmel weint für mich
- 06/2003 Viel zu oft
- 12/2003 Die Frau im Zug
- 10/2004 Merci mon amour (Geheime Leidenschaft) (Duo avec Uwe Busse (de))
- 07/2005 Nachts geht die Sehnsucht durch die Stadt
- 11/2005 Die Nacht vor dir
- 03/2006 Schwerelos
- 07/2006 Wahre Liebe (Neuaufnahme 2006)
- 08/2006 Du bist wie ein Stern
- 12/2006 Ein Fremder
- 05/2007 Alles durch die Liebe  (Duo avec Bernhard Brink)
- 12/2007 Weihnachten lebt
- 06/2008 1000 mal geträumt
- 12/2008 Ich hätt ja gesagt
- 03/2009 Jeronimo Blue
- 07/2009 Morgenrot
- 10/2009 Die Nacht, als sie fortlief
- 11/2009 Ein Stern, der für dich scheint
- 01/2010 Wie viel Tränen bleiben ungeweint
- 04/2010 Halt mich ein letztes Mal
- 09/2010 Sehnsucht kommt nicht von ungefähr
- 02/2011 Ich möcht niemals deine Tränen sehn
- 04/2011 Inferno
- 07/2011 Mondblind
- 10/2011 Liebesdämmerung
- 02/2012 Wenn die Eiszeit beginnt
- 06/2012 Wenn du gehst
- 09/2012 Ich denk noch an dich  (Duo avec Charly Brunner)
- 12/2012 Heisskalter Engel
- 05/2013 Das kleine große Leben (Duo avec Charly Brunner)
- 09/2013 Komm wach auf und tanz mit mir  (Duo avec Charly Brunner)
- 01/2014 Liebe ist Liebe (Duo avec Charly Brunner)